# Walterscotyzm
Zasugerowano, aby zintegrować ten artykuł z artykułem Powieść walterscottowska. Nie opisano powodu propozycji integracji.
Walterscotyzm, Walterskotyzm – nurt rozwijający się w powieści historycznej w literaturze europejskiej XIX wieku pod wpływem twórczości szkockiego pisarza Waltera Scotta, autora takich powieści, jak: Waverley (1814), Rob Roy (1818), Ivanhoe (1820). 
Cechami charakterystycznymi tych powieści są: szerokie tło wydarzeń społecznych i narodowych, obyczajowych, na których autor umieszcza swoich bohaterów, uczestniczących w niezwykle dynamicznej akcji. 
G. Sampson pisze, iż Walter Scott nie znał miłości fizycznej, więc wolał posłużyć się wyidealizowanymi stereotypami. Dalej czytamy: Scott ponad romans miłosny przekładał romantyczny opis ludzkiego życia, świata i jego spraw, w szczególności zaś wolał opisywać waleczną, pełną przygód przeszłość. Dbał o dokładne opisy tzw. kolorytu lokalnego, ale nie stronił od elementów fantastyki, łączył sytuacje patetyczno-tragiczne z komicznymi. Ten wzór powieści wywarł wpływ na twórczość angielskich powieściopisarzy (W.M. Thackeray), w  Niemczech na Theodora Fontane. W polskiej literaturze J.U. Niemcewicz podejmował ten typ prozy w Janie z Tęczyna, J.I. Kraszewski w Zygmuntowskich czasach oraz H. Rzewuski w Listopadzie.